# Ministère de l'Intérieur (Grèce)
Pour les articles homonymes, voir Ministère de l'Intérieur.
Le ministère de l'Intérieur (en grec moderne : Υπουργείο Εσωτερικών) est le département ministériel du gouvernement de la République hellénique responsable de la supervision des collectivités territoriales, de l'organisation des élections et référendums, de la citoyenneté et des expatriés, de la démographie et de l'égalité des sexes.

## Historique

### Titre
Entre 1974 et 1985, le ministère porte le titre de « ministère de l'Intérieur » (Υπουργείο Εσωτερικών), qu'il retrouvera ensuite de 1986 à 1995, entre 2007 et 2009, puis de 2011 et 2015, et depuis 2016.
Il est le « ministère de l'Intérieur et de l'Ordre public » (Υπουργείο Εσωτερικών και Δημόσιας Τάξης) entre 1985 et 1986. De 1995 à 2007, il forme en effet le « ministère de l'Intérieur, de l'Administration publique et de la Décentralisation » (Υπουργείο Εσωτερικών, Δημόσιας Διοίκησης και Αποκέντρωσης). Entre 2009 et 2011, il constitue le « ministère de l'Intérieur, de la Décentralisation et de l'Administration électronique » (Υπουργείο Εσωτερικών, Αποκέντρωσης και Ηλεκτρονικής Διακυβέρνησης). De 2015 à 2016, il prend le titre de « ministère de l'Intérieur et des Réformes administratives » (Υπουργείο Εσωτερικών και Διοικητικής Ανασυγκρότησης).

### Titulaires
| Nom                                                                                 | Nom                         | Mandat            | Mandat            | Parti  | Gouvernement                       |
| ----------------------------------------------------------------------------------- | --------------------------- | ----------------- | ----------------- | ------ | ---------------------------------- |
| Ministre de l'Intérieur                                                             |                             |                   |                   |        |                                    |
|                                                                                     | Geórgios Rállis             | 24 juillet 1974   | 26 juillet 1974   | ND     | Unité nationale                    |
|                                                                                     | Christóphoros Strátos (el)  | 26 juillet 1974   | 9 octobre 1974    | ND     | Unité nationale                    |
|                                                                                     | Panagiótis Zéppos           | 9 octobre 1974    | 21 novembre 1974  | ND     | Unité nationale                    |
|                                                                                     | Kostís Stefanópoulos        | 21 novembre 1974  | 10 septembre 1976 | ND     | Konstantínos Karamanlís VI         |
|                                                                                     | Ippokrátis Iordánoglou (el) | 10 septembre 1976 | 21 octobre 1977   | ND     | Konstantínos Karamanlís VI         |
|                                                                                     | Geórgios Mitsópoulos (el)   | 21 octobre 1977   | 28 novembre 1977  | Aucun  | Konstantínos Karamanlís VI         |
|                                                                                     | Christóphoros Strátos (el)  | 28 novembre 1977  | 17 septembre 1981 | ND     | Konstantínos Karamanlís VII Rállis |
|                                                                                     | Geórgios Daskalákis (el)    | 17 septembre 1981 | 21 octobre 1981   | Aucun  | Rállis                             |
|                                                                                     | Geórgios Gennimatás         | 21 octobre 1981   | 17 janvier 1984   | PASOK  | Andréas Papandréou I               |
|                                                                                     | Ménios Koutsógiorgas (el)   | 17 janvier 1984   | 22 mai 1984       | PASOK  | Andréas Papandréou I               |
|                                                                                     | Panagiótis Markópoulos (el) | 22 mai 1984       | 21 juin 1984      | Aucun  | Andréas Papandréou I               |
|                                                                                     | Ménios Koutsógiorgas (el)   | 21 juin 1984      | 9 mai 1985        | PASOK  | Andréas Papandréou I               |
|                                                                                     | Panagiótis Markópoulos (el) | 9 mai 1985        | 5 juin 1985       | Aucun  | Andréas Papandréou I               |
|                                                                                     | Ménios Koutsógiorgas (el)   | 5 juin 1985       | 26 juin 1985      | PASOK  | Andréas Papandréou II              |
| Ministre de l'Intérieur et de l'Ordre public                                        |                             |                   |                   |        |                                    |
|                                                                                     | Ménios Koutsógiorgas (el)   | 26 juin 1985      | 25 avril 1986     | PASOK  | Andréas Papandréou II              |
| Ministre de l'Intérieur                                                             |                             |                   |                   |        |                                    |
|                                                                                     | Ménios Koutsógiorgas (el)   | 25 avril 1986     | 5 février 1987    | PASOK  | Andréas Papandréou II              |
|                                                                                     | Manólis Papastefanákis (el) | 5 février 1987    | 23 septembre 1987 | PASOK  | Andréas Papandréou II              |
|                                                                                     | Ákis Tsochatzópoulos        | 23 septembre 1987 | 2 juin 1989       | PASOK  | Andréas Papandréou II              |
|                                                                                     | Panagiótis Markópoulos (el) | 2 juin 1989       | 2 juillet 1989    | Aucun  | Andréas Papandréou II              |
|                                                                                     | Níkos Konstantópoulos       | 2 juillet 1989    | 12 octobre 1989   | SYN    | Tzannetákis                        |
|                                                                                     | Vassílios Skourís           | 12 octobre 1989   | 23 novembre 1989  | Aucun  | Grívas                             |
|                                                                                     | Theódoros Katrivános (el)   | 23 novembre 1989  | 11 avril 1990     | SYN    | Zolótas                            |
|                                                                                     | Sotíris Koúvelas (el)       | 11 avril 1990     | 8 août 1991       | ND     | Konstantínos Mitsotákis            |
|                                                                                     | Nikólaos Kleítos (el)       | 8 août 1991       | 3 décembre 1992   | ND     | Konstantínos Mitsotákis            |
|                                                                                     | Giánnis Kefalogiánnis (el)  | 3 décembre 1992   | 14 septembre 1993 | ND     | Konstantínos Mitsotákis            |
|                                                                                     | Ioánnis Georgákis (el)      | 14 septembre 1993 | 13 octobre 1993   | Aucun  | Konstantínos Mitsotákis            |
|                                                                                     | Ákis Tsochatzópoulos        | 13 octobre 1993   | 8 juillet 1994    | PASOK  | Andréas Papandréou III             |
|                                                                                     | Konstantínos Skandalídis    | 8 juillet 1994    | 15 septembre 1995 | PASOK  | Andréas Papandréou III             |
| Ministre de l'Intérieur, de l'Administration publique et de la Décentralisation     |                             |                   |                   |        |                                    |
|                                                                                     | Ákis Tsochatzópoulos        | 15 septembre 1995 | 30 août 1996      | PASOK  | Andréas Papandréou III Simítis I   |
|                                                                                     | Vassílios Skourís           | 30 août 1996      | 25 septembre 1996 | Aucun  | Simítis I                          |
|                                                                                     | Alékos Papadópoulos         | 25 septembre 1996 | 19 février 1999   | PASOK  | Simítis II                         |
|                                                                                     | Vásso Papandréou            | 19 février 1999   | 20 mars 2000      | PASOK  | Simítis II                         |
|                                                                                     | Geórgios Koumántos (el)     | 20 mars 2000      | 13 avril 2000     | Aucun  | Simítis II                         |
|                                                                                     | Vásso Papandréou            | 13 avril 2000     | 24 octobre 2001   | PASOK  | Simítis III                        |
|                                                                                     | Konstantínos Skandalídis    | 24 octobre 2001   | 13 février 2004   | PASOK  | Simítis III                        |
|                                                                                     | Níkos Alevizátos (el)       | 13 février 2004   | 10 mars 2004      | Aucun  | Simítis III                        |
|                                                                                     | Prokópis Pavlópoulos        | 10 mars 2004      | 24 août 2007      | ND     | Kóstas Karamanlís I                |
|                                                                                     | Spyros Flogaïtis (el)       | 24 août 2007      | 19 septembre 2007 | Aucun  | Kóstas Karamanlís I                |
| Ministre de l'Intérieur                                                             |                             |                   |                   |        |                                    |
|                                                                                     | Prokópis Pavlópoulos        | 19 septembre 2007 | 11 septembre 2009 | ND     | Kóstas Karamanlís II               |
|                                                                                     | Spyros Flogaïtis (el)       | 11 septembre 2009 | 7 octobre 2009    | Aucun  | Kóstas Karamanlís II               |
| Ministre de l'Intérieur, de la Décentralisation et de l'Administration électronique |                             |                   |                   |        |                                    |
|                                                                                     | Yánnis Ragoússis            | 7 octobre 2009    | 17 juin 2011      | PASOK  | Giórgos Papandréou                 |
| Ministre de l'Intérieur                                                             |                             |                   |                   |        |                                    |
|                                                                                     | Cháris Kastanídis           | 17 juin 2011      | 11 novembre 2011  | PASOK  | Giórgos Papandréou                 |
|                                                                                     | Anastasios Giannitsis (el)  | 11 novembre 2011  | 17 mai 2012       | Aucun  | Papadímos                          |
|                                                                                     | Antónis Manitákis           | 17 mai 2012       | 20 juin 2012      | Aucun  | Pikramménos                        |
|                                                                                     | Evripídis Stylianídis       | 20 juin 2012      | 24 juin 2013      | ND     | Samarás                            |
|                                                                                     | Giánnis Michelákis (el)     | 24 juin 2013      | 9 juin 2014       | ND     | Samarás                            |
|                                                                                     | Argyris Dinópoulos (el)     | 9 juin 2014       | 31 décembre 2014  | ND     | Samarás                            |
|                                                                                     | Michális Theocharídis (el)  | 31 décembre 2014  | 27 janvier 2015   | Aucun  | Samarás                            |
| Ministre de l'Intérieur et des Réformes administratives                             |                             |                   |                   |        |                                    |
|                                                                                     | Níkos Voútsis               | 27 janvier 2015   | 28 août 2015      | SYRIZA | Tsípras I                          |
|                                                                                     | Antónis Manitákis           | 28 août 2015      | 23 septembre 2015 | Aucun  | Thánou                             |
|                                                                                     | Panayótis Kouroumblís       | 23 septembre 2015 | 4 novembre 2016   | SYRIZA | Tsípras II                         |
| Ministre de l'Intérieur                                                             |                             |                   |                   |        |                                    |
|                                                                                     | Pános Skourlétis            | 4 novembre 2016   | 28 août 2018      | SYRIZA | Tsípras II                         |
|                                                                                     | Aléxis Charitsis (el)       | 28 août 2018      | 13 juin 2019      | SYRIZA | Tsípras II                         |
|                                                                                     | Antónis Roupakiótis (el)    | 13 juin 2019      | 9 juillet 2019    | Aucun  | Tsípras II                         |
|                                                                                     | Tákis Theodorikákos         | 9 juillet 2019    | 5 janvier 2021    | ND     | Kyriákos Mitsotákis                |
|                                                                                     | Mavroudís Vorídis           | 5 janvier 2021    | 23 avril 2023     | ND     | Kyriákos Mitsotákis                |
|                                                                                     | Calliope Spanou             | 23 avril 2023     | 26 mai 2023       | Aucun  | K. Mitsotákis I                    |
|                                                                                     | Kalliópi Spanoú             | 26 mai 2023       | 27 juin 2023      | Aucun  | Sarmás                             |
|                                                                                     | Níki Keraméos               | 27 juin 2023      | 14 juin 2024      | ND     | K. Mitsotákis II                   |
|                                                                                     | Theodoros Livanios          | 14 juin 2024      | en cours          | ND     | K. Mitsotákis II                   |